# Сальково (Дмитровский городской округ)
Сальково — деревня в Дмитровском районе Московской области, в составе сельского поселения Синьковское. Население — 1 чел. (2010). До 2006 года Сальково входило в состав Кульпинского сельского округа.

## Расположение
Деревня расположена в западной части района, примерно в 25 км к западу от Дмитрова, на междуречье Яхромы и Лутосни, высота центра над уровнем моря 237 м. Ближайшие населённые пункты — Нестерцево на востоке, Горчаково на северо-западе и Малое Насоново на юго-востоке.

## Население
| 2002 | 2006 | 2010 |
| ---- | ---- | ---- |
| 7    | ↘3   | ↘1   |